# Capricho imperial
Capricho imperial es una película estadounidense de la época pre-Code dirigida por Josef von Sternberg y estrenada en 1934. Es la quinta de sus colaboraciones con Marlene Dietrich, actriz que él mismo descubrió. El guion fue escrito por Eleanor McGeary, basado en el diario de la monarca rusa.

## Argumento
A la princesa alemana Sophia Federica (Marlene Dietrich) se la educa desde niña para convertirse en una reina. Al llegar a la adolescencia se concierta y celebra su matrimonio con el Gran Duque de Rusia Pedro (Sam Jaffe), futuro zar y un hombre enfermo en cuerpo y alma. Se le retrata como un hombre repulsivo. La emperatriz Elizabeth hace que Sophia cambie su nombre por el de Catalina, aprenda ruso inmediatamente y que nunca hable su antigua lengua. Además, tendrá que dar a luz a un heredero que asegure la continuación de la dinastía. Sophia se habrá enamorado del conde Alexei (John Lodge) durante su viaje a Rusia, lo que la llevará a una disconformidad aún mayor con respecto a su matrimonio con Pedro.

## Comentarios
La película explica la situación de pobreza y sumisión en la que vive el pueblo ruso a mediados del siglo XVIII, en un tiempo dominado por el absolutismo y la crueldad de la emperatriz Isabel, hija de Pedro I. Recrea los interiores del palacio imperial ruso con imágenes (pinturas), figuras (esculturas, gárgolas, sillas, candelabros, puertas) y arquitectura imaginarias, no históricas, de formas exageradamente siniestras, que facilitan la creación de una atmósfera opresiva y claustrofóbica. La película sigue la línea de la decorativa barroca y rococó de von Sternberg.

## Reparto
- Marlene Dietrich como Catalina II.
- John Lodge como el conde Alexei.
- Sam Jaffe como el gran duque Pedro.
- Louise Dresser como la emperatriz Elisabeth Petrovna.
- Gavin Gordon como el capitán Orlov.